# Joseph-Constant Ménissier
Pour les articles homonymes, voir Ménissier.
Joseph-Constant Ménissier, né le 24 mars 1808 à Saint-Amand-sur-Fion (Marne) et mort le 30 août 1864 à Saulles (Haute-Marne), est un peintre français.
Spécialisé dans la peinture religieuse, on lui doit la décoration intérieure d'églises de Champagne-Ardenne, principalement des fresques.

## Biographie

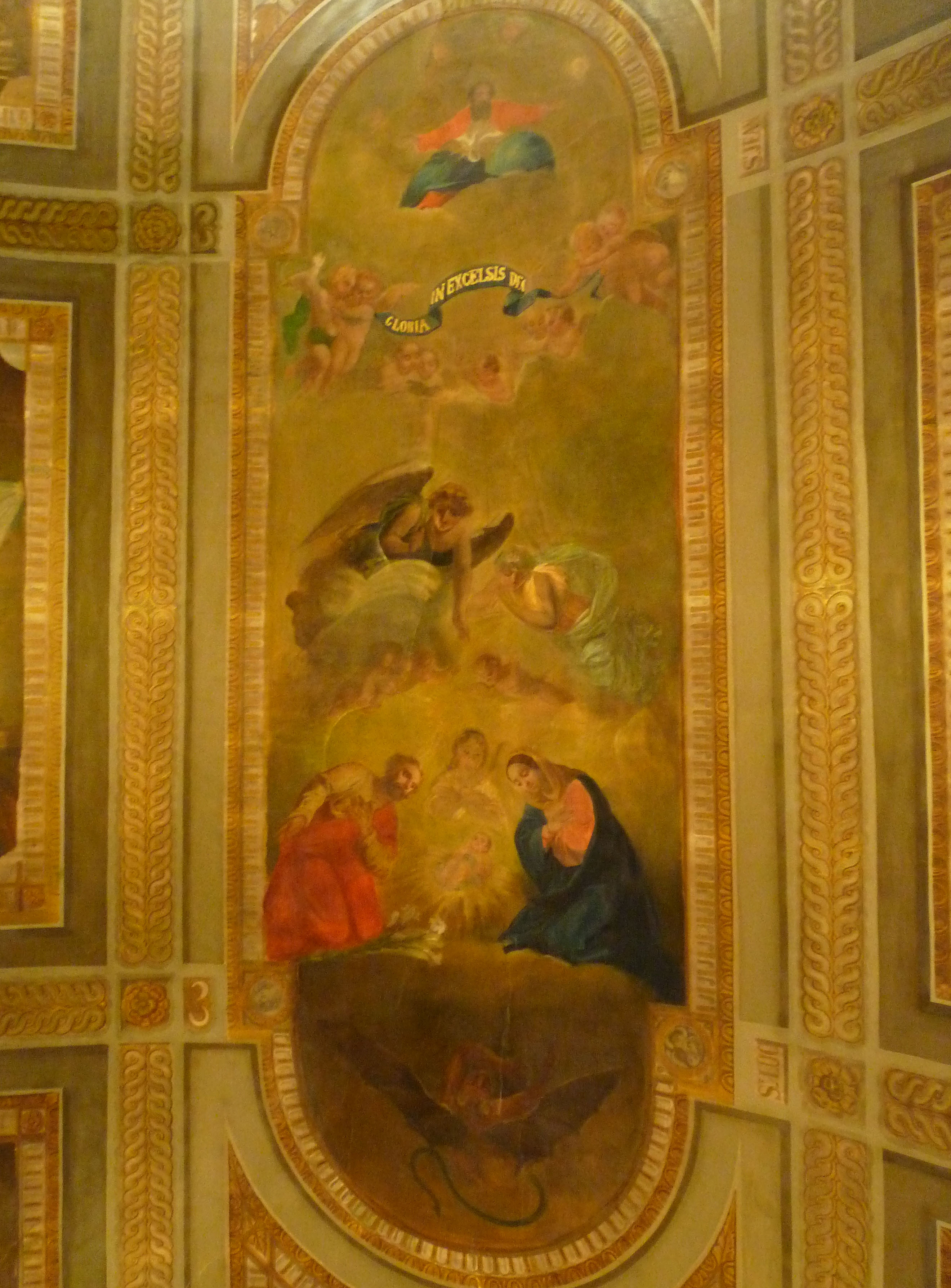
La Nativité (vers 1844), Wassy, chapelle de l'ancien couvent des Dames de Saint-Maur.

Joseph-Constant Ménissier est le fils d'Étienne Justin et de Marie-France Vautier. Certaines sources le présentent comme un élève d'Ingres, mais cette information ne semble pas avérée. Il se marie à Sainte-Menehould (Marne) le 1er avril 1834 à Marie-Jeanne Duval, née Glanne. Il présente ses peintures à Châlons où il reçoit un premier prix en 1823 et en 1824.
Il meurt accidentellement des suites d'une chute d'un échafaudage alors qu'il travaillait à la décoration de la voûte de l'église de Saulles.
Son fils unique, Charles-Constant Ménissier (1834-1877), fut également peintre et sculpteur. Père et fils ont souvent travaillé ensemble.

## Œuvres
À Cirey-sur-Blaise, au château de Cirey, Joseph-Constant Ménissier décore la chapelle adjacente à l'aile bâtie par Voltaire.
À Wassy, il réalisa vers 1844 l'un de ses premières peintures murales, le décor de la fausse voûte en berceau de la chapelle de l'ancien couvent des Dames de Saint-Maur, qui est aujourd'hui connue sous le nom de chapelle Ménissier. Sur environ 70 m2, autour du motif central de La Nativité, six grands panneaux mettent en scène la vie du Christ :
- L'Adoration des Bergers ;
- L'Adoration des Rois Mages ;
- La Présentation de Jésus au Temple ;
- La Fuite en Égypte ;
- Jésus enseignant au Temple ;
- Laissez venir à moi les petits enfants.

Longtemps masquée par un faux-plafond, cette composition fut redécouverte à l'occasion de travaux, puis restaurée en 1993. La chapelle abrite aujourd'hui une salle de réunion. 
Il peint le plafond du théâtre de Vitry-le-François en 1835, puis celui de Ligny-en-Barrois les deux années suivantes.
En 1839, il exécute les peintures d'une salle de bal de Bar-sur-Aube et dans la chapelle de l'hôpital, puis une fresque à Bayel et six tableaux à Colombé-la-Fosse.
Il décore la cathédrale Saint-Étienne de Châlons-en-Champagne (1829), les églises de Jully-sur-Sarce, de Thil, de Fontaine, la voûte de l'église de Saulles, l'église de Sainte-Menehould (1833) et les peintures du chœur de l'église de Maranville (1855).